# Gołotczyzna
Gołotczyzna – wieś sołecka w Polsce położona w województwie mazowieckim, w powiecie ciechanowskim, w gminie Sońsk. Gołotczyzna leży nad rzeką Soną, ok. 11 km na południowy wschód od Ciechanowa. 
| SIMC    | Nazwa  | Rodzaj    |
| ------- | ------ | --------- |
| 0126178 | Bratne | część wsi |

Wieś sąsiaduje z: Sońskiem, Marusami, Strusinem, Damiętami.

## Historia
W okresie I Rzeczypospolitej Gołotczyzna stanowiła klucz kilku majątków, w skład którego wchodziły, oprócz Gołotczyzny, m.in. wsie Strusin, Strusinek, Pogąsty i inne. Od drugiej połowy XVIII w. przez następne 100 lat klucz ten należał do szlacheckiego rodu Ostaszewskich herbu Ostoja: w 1757 r. zakupił Gołotczyznę od Wawrzyńca Celińskiego, skarbnika czernichowskiego, Florian Antoni Ostaszewski (zm. 1770), skarbnik bracławski, a następnie wojski ciechanowski. Jego synami byli m.in. Nereusz Ostaszewski, poseł na Sejm Czteroletni, Tomasz Ostaszewski, biskup płocki i Jan Ostaszewski, chorąży przasnyski, ten ostatni właściciel Gołotczyzny. Po Janie, ożenionym z Józefą Okęcką, majątek otrzymał ich syn Józef Ostaszewski (1796–1852), ożeniony z Joanną Ostaszewską (1807–1849). Po Józefie i Joannie Ostaszewskich dobra w Gołotczyźnie odziedziczyła ich jedyna córka, Waleria (1827–1854), zamężna od 1846 roku z Sewerynem Ciemniewskim, który po śmierci żony został jedynym właścicielem tego majątku.
W 1880 majątek ziemski w Gołotczyźnie zakupiła Aleksandra z Sędzimirów Bąkowska (1851–1926). W 1909 r. założyła szkołę gospodarstwa domowego dla dziewcząt wiejskich, a 3 lata później, wspólnie ze Świętochowskim, szkołę rolniczą dla chłopców. Nazwa tej szkoły Bratne ma związek z ideą, która legła u jej podstaw: każdy z jej uczniów miał po jej ukończeniu wychodzić w kraj jako „dla ziemi syn, dla ludu brat”. We wsi 27 lat życia spędził Aleksander Świętochowski – pisarz, publicysta, jeden z głównych przedstawicieli polskiego pozytywizmu.
W okresie II Rzeczypospolitej istniało Państwowe Liceum Gospodarstwa Wiejskiego w Gołotczyźnie, od 7 lutego 1939 „im. Marszałka Józefa Piłsudskiego”.
W latach 1975–1998 miejscowość administracyjnie należała do województwa ciechanowskiego.

## Współczesność
Gołotczyzna stanowi lokalny ośrodek kulturalno-oświatowy.
We wsi działa Zespół Szkół Centrum Kształcenia Rolniczego im. A. Świętochowskiego kształcący młodzież ponadpodstawowa. Szkoła ta jest jedyną szkołą rolniczą w powiecie ciechanowskim. Szkoła dysponuje kortem do tenisa ziemnego, stadionem sportowym i strzelnicą. Przy szkole funkcjonuje internat. Przed internatem znajduje się arboretum, o które dba młodzież i nauczyciele szkoły, obok arboretum jest park oraz szklarnie w których uczniowie mają praktyki.
W centrum wsi znajduje się duży park, w którym mieści się „Krzewnia” – dom, w którym żył i tworzył A. Świętochowski. Ma tam swoją siedzibę Muzeum Pozytywizmu. Obok muzeum stoi dworek, w którym odbywają się imprezy kulturalne. Mają tu miejsce spotkania z poetami, pisarzami, malarzami, m.in. w ramach Ciechanowskich Spotkań Muzealnych. Przy ulicy Ciechanowskiej stoi dom, w którym ostatnie lata życia spędził A. Świętochowski, dom ten nosi nazwę Alma.
W Gołotczyźnie znajdują się również:
- Placówka Opiekuńczo-Wychowawcza wielofunkcyjna
- Specjalny Ośrodek Szkolno-Wychowawczy w Gołotczyźnie
- przedszkole
- stacja PKP
- muzeum Aleksandra Świętochowskiego

W 2023 r. minister Maciej Wąsik przeniósł do Gołotczyzny posterunek policji z Sońska, gdzie 3 lata funkcjonował w części budynku Ochotniczej Straży Pożarnej. Postawienie nowej placówki składającej się z gotowych modułów umożliwiło szybką relokację.

## Galeria

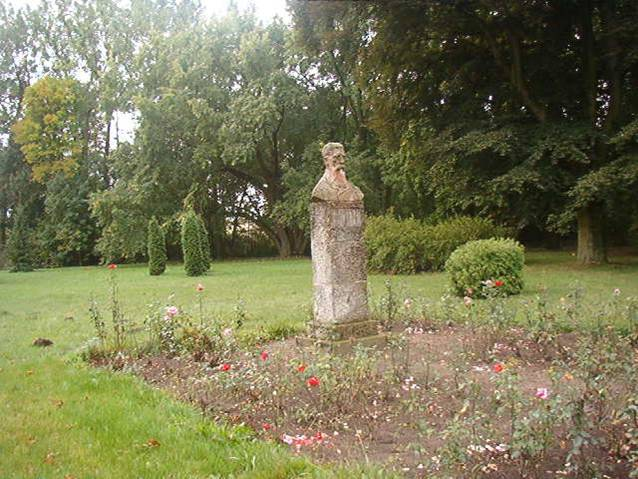
Pomnik Aleksandra Świętochowskiego
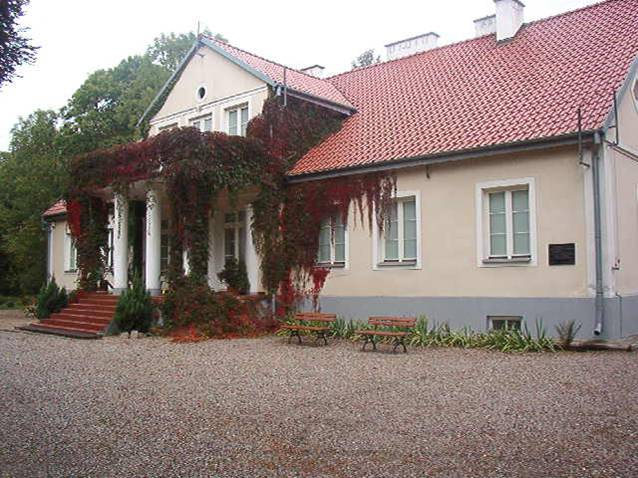
Dworek Aleksandry Bąkowskiej
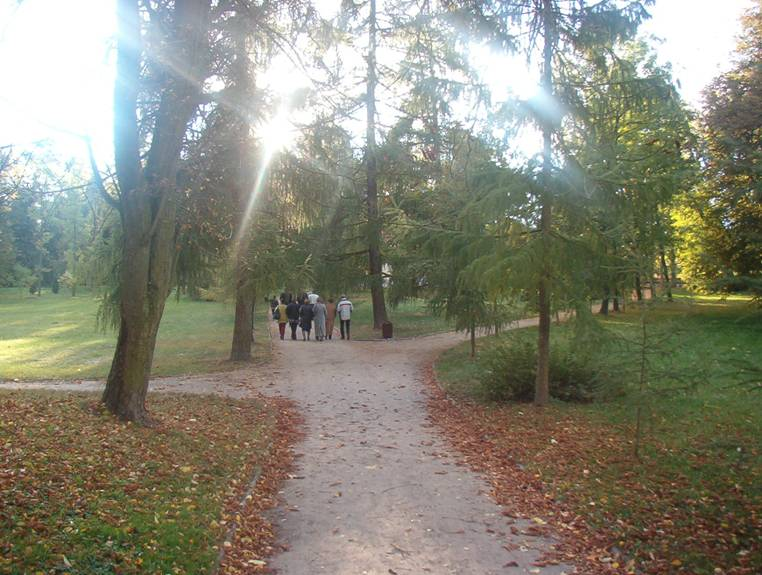
Park